# Svenskt översättarlexikon
Svenskt översättarlexikon är ett nätbaserat uppslagsverk om svensk översättningshistoria. Uppslagsverket tillhandahålls av Litteraturbanken och innehåller framför allt biografiska artiklar om enskilda svenska översättare. I första omgången presenteras avlidna svenska och finlandssvenska översättare. 
Syftet med Svenskt översättarlexikon är att åstadkomma en grundläggande kartläggning av den översatta litteraturens historia i Sverige, att uppmärksamma översättarna som aktiva medskapare i det litterära utbudet och att lägga en grund för framtida forskning på området. Lexikonet vänder sig till allmänhet och forskare.

## Bakgrund
Uppslagsverket publicerades först av Södertörns högskolebibliotek sedan 2009 och därefter hos Litteraturbanken sedan maj 2018. Initiativtagare och redaktör under de första åren var Lars Kleberg. Sedan 2016 har Nils Håkanson varit huvudredaktör. Redaktionen arbetade först som ett projekt inom högskolans bibliotek med stöd från Riksbankens Jubileumsfond i två omgångar till och med 2017. Från årsskiftet 2018 drivs Svenskt översättarlexikon i form av en ideell förening med samma namn. Föreningen leds av redaktionens nuvarande medlemmar: Nils Håkanson, Märta Bergstrand och Lars Kleberg.